# Pristimantis gretathunbergae
Pristimantis gretathunbergae — вид жаб родини Strabomantidae. Описаний у 2022 році.

## Назва
Вид названо на честь панамської екоактивістки Грети Тунберг.

## Поширення
Поширений у хмарних лісах гори Чуканті та інших гір у Дарієнському розриві та центральної Панами. Мешкає у фітотельматах — невеликих водоймах, що містяться в бромелієвих рослинах.